# 石松纲
- 關於台灣本土閩南語諧星藝人，請見「石松 (藝人)」。
- 關於松柏綱植物，請見「意大利石松」。

石松綱（學名：Lycopodiopsida，clubmosses）是維管植物的一綱，其下成員常統稱石松植物
（lycophytes）或石松類（lycopods）。石松綱植物的一大特征是具有葉脈不分枝、小且鱗狀的葉（稱為小葉），以孢子繁殖，孢子囊常附著於莖上靠近葉基部的位置，莖多為二歧分叉。現存的石松綱物種植株多矮小，但許多已滅絕的成員為高大喬木，曾在石炭紀形成大面積的森林，並形成煤炭沉積。
儘管現存的石松類都是矮小的草本植物，但在石炭紀時期，許多高大的石松類喬木（如鱗木）形成了廣大的煤炭森林，其遺骸在地底下經長久的化學及物理作用後，形成現代人類最重要的燃料資源——煤炭及天然氣。
不同文獻資料對此類植物的分類命名處理可能不同。21世紀初期的分類係統普遍將水韭和卷柏類劃為石松綱之外，而2016年見刊的广义蕨类系统发育工作组分类系统第一版（簡稱PPG I）將所有具有小型葉的維管植物都歸入石松綱，使石松綱包含三個目：石松目、水韭目和卷柏目。

## 系統分類
此類群的分類法在最近幾年相當混亂，共識才將產生。舊的分類法將石松屬定義的很廣，幾乎包括所有石松目的物種。近幾年的趨勢是將石松屬的定義限縮，將其他物種分成數屬之中。此一分法已被形態學及分子上的資料支持，且被許多版本所採用。開始於由Øllgaard採用的四個屬，基於葉綠體基因的研究產生了如下的分支圖，確定了這四個屬為單系群，以及它們和水韭之間的距離。
|  | 石松屬 Lycopodium     |
|  |                       |
|  | 小石松屬 Lycopodiella |
|  |                       |

|  | 舌葉蕨屬 Phylloglossum |
|  |                        |
|  | 石杉屬 Huperzia        |
|  |                        |

|  | 石松屬 Lycopodium     |
|  |                       |
|  | 小石松屬 Lycopodiella |
|  |                       |

|  | 舌葉蕨屬 Phylloglossum |
|  |                        |
|  | 石杉屬 Huperzia        |
|  |                        |

|  | 石松屬 Lycopodium     |
|  |                       |
|  | 小石松屬 Lycopodiella |
|  |                       |

|  | 舌葉蕨屬 Phylloglossum |
|  |                        |
|  | 石杉屬 Huperzia        |
|  |                        |

|  | 石松屬 Lycopodium     |
|  |                       |
|  | 小石松屬 Lycopodiella |
|  |                       |

|  | 舌葉蕨屬 Phylloglossum |
|  |                        |
|  | 石杉屬 Huperzia        |
|  |                        |

這四個屬分成兩個分支，但現在還沒有共識要將它們分成單一科－石松科，或兩個科－限縮定義的石松科及石杉科。

## 延伸阅读
[在维基数据编辑]
 《欽定古今圖書集成·博物彙編·草木典·石松部》，出自陈梦雷《古今圖書集成》
 《植物名實圖考·石松》，出自吳其濬《植物名實圖考》